# Pokhara lineata
Pokhara lineata is een hooiwagen uit de familie Sclerosomatidae.